# Sean Farrell
Sean Ward Farrell (Southampton, 25 maggio 1960) è un ex giocatore di football americano statunitense che ha militato nel ruolo di guardia nella National Football League (NFL).

## Carriera
Al college Farrell giocò a football a Penn State, venendo premiato come All-American. Fu scelto nel corso del primo giro (17º assoluto) del Draft NFL 1982 dai Tampa Bay Buccaneers. La dirigenza dei Buccaneers intendeva in realtà scegliere il defensive end Booker Reese e il nome di Farrell fu chiamato a causa di un errore di comunicazione. La squadra successivamente cedette la sua scelta del primo giro del draft successivo per poter chiamare anche Reese. Per ironia della sorte, Farrell giocò ad alto livello per i Buccaneers, mentre Reese si rivelò una delle peggior scelte del draft della storia della squadra.
Le prestazioni della squadra di Tampa Bay declinarono con il passare degli anni di Farrell della squadra. Dopo che il suo primo contratto scadente nel 1985, ne firmò uno di un altro anno per il 1986, basandosi sulle rassicurazioni della dirigenza che la squadra sarebbe migliorate, ma questa ebbe un altro anno negativo e Farrell disse pubblicamente di volersene andare."
New England lo acquisì in cambio di tre scelte del draft e fu la guardia titolare dei Patriots per le successive tre stagioni, prima che un infortunio alla spalla gli facesse perdere la maggior parte dell'annata 1990. Nel 1991 passò ai Denver Broncos, dove giocò per due stagioni. Chiuse la carriera con un anno a Seattle nel 1992.

## Palmarès
- PFWA All-Rookie Team - 1982